# 媒介変数
数学における媒介変数（ばいかいへんすう）、助変数（英: auxiliary variable）、補助変数、母数、径数、あるいはパラメータ（英: parameter）とは、主たる変数（主変数）に対して補助的に用いられる変数である。
各分野において特定の意味で用いられることもあるが、一般に「パラメータ」は特定の系を決定し、分類し、あるいは特徴付ける助けとなる量を言う。
媒介変数はそれが変化したときの系の振る舞いを見るという意味で「変数」と見ることもできるが、対照的に主変数の変化に伴う系の振る舞いを調べたい場合などでは、しばしば補助変数は（「値を取り換えることができる」という意味で値は任意にとれるけれども）「定数」として扱われる。
パラメータは系の同定（あるいは、状態や振る舞いの評価、条件の特定など）に際して有用あるいは重大な役割を果たす系の要素となるものである。

## 概観

### 補助的な変数を含む函数
函数を定義することには、一つまたは複数の変数を、独立変数として指定することが含まれる。補助変数を含む形で函数を定義することもできるが、ふつう補助変数はその函数のとる引数としてはリストしない。補助変数を含めて考えるとき、実際には一つの函数ではなく函数の族の全体を定めているのだと考えなければならない。例えば、一般の二次函数を {\displaystyle f(x):=ax^{2}+bx+c} と宣言する場合、この函数の引数は x であり、a, b, c は（a がゼロでないという条件を満たす）「任意定数」である。この「任意定数」 a, b, c の値を一つ決めるごとに個々の特定の二次函数が決定されると考えることができるという意味で、a, b, c はこの二次函数の族のパラメータである。二次函数のグラフを描いたとき、パラメータ a が放物線の形を決定しており、パラメータは個々の二次函数を特徴付ける量である。
函数がパラメータに依存して決まることを陽に表すために、パラメータを函数名に含めることができる。例えば、底 b-の対数を定義するのに定義式として {\displaystyle \log _{b}(x):={\frac {\log(x)}{\log(b)}}} と書けば、左辺で対数函数の記号 log に付けられた添字 b は今どの対数が用いられているかを指し示すパラメータである。このパラメータは対数函数の引数ではなく、例えば微分 (logb x)′ = d(logb x)/dx を考えるときなどには「定数」として扱われる。
厳密さを要しない場面では、慣習的な手段として（あるいは歴史的経緯から）函数の定義に現れるすべての記号をパラメータと呼ぶこともあるが、函数の定義においてどの記号を変数と見るかパラメータと見るかという選択を変えれば、その函数がどのような数学的対象であるかということ自体も変化しうる。例えば下降階乗冪 {\displaystyle n^{\underline {k}}:=n(n-1)(n-2)\cdots (n-k+1)} の概念は、（k を定数（パラメータ）と見るとき）n を変数とする多項式函数を定義するが、（n をパラメータとして止めるとき）k を変数とする多項式函数ではない（実際、少なくとも非負整数しか引数に取れない）。このような状況をより厳密に言い表すには、典型的には（パラメータとしたい記号まで全部変数として扱った）多変数の函数 {\displaystyle (n,k)\mapsto n^{\underline {k}}} を考察の最も基本的な対象として考え、カリー化などを用いてより少ない変数を持つ函数を定義することになる。
パラメータを含む函数の全体をひとつの「パラメータ付けられた族」(parametric family), すなわち函数の添字付けられた族と見ることはしばしば有用である。

### 解析幾何学
解析幾何学において曲線は区間 I から適当な空間（例えば {\displaystyle \mathbb {R} ^{2}}）への連続写像 f により与えられる。この写像 f は径数付曲線と呼ばれる。
例えば、原点を中心とする半径 1 の円は{\displaystyle f:[0,2\pi ]\to \mathbb {R} ^{2}:t\mapsto (\cos t,\sin t)}と表わすことができる。このような表示は径数表示、あるいは媒介変数表示と呼ばれる。原点を中心とする半径 1 の円は三角関数の恒等式 {\displaystyle \cos ^{2}t+\sin ^{2}t=1} を用いて媒介変数 t を消去すれば{\displaystyle x^{2}+y^{2}=1}と表わすこともできる。このような表示は陰関数表示（陰伏関係式）と呼ばれる。
連続写像により写される終域が位相群で、径数の加法が群の構造を保つとき一径数群と呼ばれる。

### 解析学
解析学において、補助変数に依存する積分をしばしば考える。例えば {\displaystyle F(t)=\int _{x_{0}(t)}^{x_{1}(t)}f(x;t)\,dx} において t は左辺の函数 F の引数であるが、同時に右辺の積分がそれに依存してきまるという意味でパラメータである。右辺の積分の評価に際して t は一貫して「定数」として扱われる（つまり、その意味ではパラメータであると考えるべきである）。しかし F が t の異なる値に対して値をどう変えるかを知りたいならば t は変数として扱われなければならない。なお x は「積分変数」と呼ばれる見かけの変数 (dummy variable) である（これも紛らわしいことに積分のパラメータと呼ぶことがある）。

### 論理学
論理学において開述語 (open predicate) に引き渡される（あるいは、開述語が引数にとる）項を「パラメータ」と呼び、その述語の中で局所的に定義されるパラメータを「変項」と呼び分ける場合がある。この余分な区別は代入を定義するときの面倒にたいして効果がある（この区別が無いとき、変数の取り込みを避けるためには特別の注意を要する）。大抵の文献では、単に開述語に引き渡される項という意味で変項と呼んで、代入の定義において自由変数と束縛変数とを区別するという手段をとる。

## 現象のモデル化
何らかの対象を数式を用いてモデル化する際に、対象を表現する量はパラメータと呼ばれる。
例えば動力学において対象の運動は運動方程式によってモデル化されるが、質点の運動であればその質量が、剛体の運動であれば質量に加えて寸法、形状が、流体の運動であれば密度や粘性係数などが運動方程式を特徴付けるパラメータとして現れる。
例えばバネとダンパーに接続された質量の運動は
{\displaystyle {\ddot {x}}+{\frac {2}{\tau }}{\dot {x}}+\omega _{0}^{2}x={\frac {F}{m}}}
としてモデル化される。この力学系を特徴付けるパラメータは時定数 τ と固有振動数 ω0 である。